# Solanum deflexum
Solanum deflexum är en potatisväxtart som beskrevs av Jesse More Greenman. Solanum deflexum ingår i släktet skattor som ingår i familjen potatisväxter. Inga underarter finns listade i Catalogue of Life.